# All Day and a Night
All Day and a Night è un film del 2020 diretto da Joe Robert Cole.

## Trama
Il giovane aspirante rapper Jahkor viene processato e condannato all’ergastolo per l’omicidio di due persone. Una volta in carcere rivive i momenti della sua vita che lo hanno portato sulla cattiva strada, dall’infanzia fino a quel momento.

## Distribuzione
Il film è stato distribuito dal 1º maggio 2020 sulla piattaforma di streaming online Netflix.

## Accoglienza

### Critica
L’aggregatore di recensioni online Rotten Tomatoes ha assegnato al film una percentuale di gradimento pari al 57% sulla base di 28 critiche ed un punteggio medio di 6,03/10. Metacritic ha assegnato al film un punteggio di 60/100 sulla base di 15 recensioni.